# Wohid Gulomhajdarow
Wohid Aliszerowicz Gulomhajdarow, tadż. Воҳид Алишерович Ғуломҳайдаров ros. Владимир Алексеевич Гулямхайдаров, Władimir Aleksiejewicz Gulamchajdarow (ur. 26 lutego 1946 w Stalinabadzie, Tadżycka SRR) – tadżycki piłkarz, grający na pozycji napastnika lub pomocnika, trener piłkarski.

## Kariera piłkarska

### Kariera klubowa
Wychowanek Szkoły Sportowej w Duszanbe. W 1964 rozpoczął karierę piłkarską w klubie Energetik Duszanbe. W 1969 został zaproszony do Torpeda Moskwa. W 1971 wrócił do klubu z Duszanbe, który już nazywał się Pamir. W 1977 roku zakończył karierę piłkarza. Po 14 latach przerwy w 1991 roku rozegrał 2 mecze w klubie Wachsz Kurgonteppa, w którym pełnił funkcję trenera.

### Kariera reprezentacyjna
W latach 1968–1969 bronił barw olimpijskiej reprezentacji ZSRR. Ogółem rozegrał 8 meczów i strzelił 3 gole.

## Kariera trenerska
Po zakończeniu kariery piłkarza rozpoczął pracę szkoleniowca. W 1979 dołączył do sztabu szkoleniowego Pamiru Duszanbe. W lipcu 1981 stał na czele Pamiru, którym kierował do 1983. W 1984 oraz od 1987 do 1991 prowadził klub z Kurgonteppy, który nazywał się Pachtakor i Wachsz. Potem wrócił do Pamiru, gdzie pomagał trenować piłkarzy. W 1994 roku został zaproszony na stanowisko selekcjonera narodowej reprezentacji Tadżykistanu. W 1995 trenował Kristałł Smoleńsk. W 1996 roku wyjechał do Kazachstanu, gdzie potem pracował w klubach Batyr Ekibastuz, Kajrat Ałmaty, FK Taraz, Żetysu Tałdykorgan, Megasport Ałmaty i Łokomotiw Astana. W 2012 został zaproszony na stanowisko głównego trenera klubu Sungkar Kaskeleng.

## Sukcesy i odznaczenia

### Sukcesy trenerskie
Kajrat Ałmaty
- brązowy medalista mistrzostw Kazachstanu: 2005
- zdobywca Pucharu Kazachstanu: 2003
- finalista Pucharu Kazachstanu: 2005

Łokomotiw Astana
- wicemistrz Kazachstanu: 2009

### Odznaczenia
- tytuł Mistrza Sportu: 1968
- tytuł Zasłużonego Trenera Tadżykistanu: 1991